# Гніденко Артем Миколайович
Артем Миколайович Гніденко (3 лютого 1980, м. Харків, СРСР) — український хокеїст, центральний нападник. Виступає за «Дженералз» (Київ) у чемпіонаті України з хокею.

## Клубна кар'єра
У сезоні 1998—99 Гніденко дебютував у складі «Беркута» у чемпіонаті Східноєвропейської хокейной ліги. Початок сезону 1999—00 грав за «Крижинку—93» в СЄХЛ, провівши 6 ігор, решту — за «Беркут», провівши 36 ігор (11 шайб, 18 очок). В сезоні 1999—00 у складі «Беркута» виграв чемпіонат СЄХЛ і чемпіонат України. У наступному сезоні 2000—01 зіграв за «Беркут» 32 матчі (12 шайб і 27 очок) і вдруге поспіль став чемпіоном СЄХЛ та чемпіоном України. В сезоні 2001—02 зіграв за «Беркут» 30 матчів (10 шайб, 23 очки) в СЄХЛ і 10 матчів (8 шайб, 21 очко) в чемпіонаті України. Також у сезоні 2001—02 Гніденко втретє поспіль виграв золоті медалі чемпіонату України. В сезоні 2001—02 провів один матч у Російській Суперлізі за «Торпедо» Нижній Новгород і 3 матчі за «Торпедо-2».
В сезоні 2002—03 виступав за латвійський клуб «Рига-2000» в СЄХЛ (зіграв 34 матчі, закинув 11 шайб, набрав 18 очок) та в Латвійській хокейній лізі (4 шайби, 14 очок). В сезоні 2003—04 провів за «Ригу-2000» в СЄХЛ 20 матчів (4 шайби 8 очок) та 8 матчів (2 шайби, 12 очок) в ЛХЛ. Того ж сезону Гніденко перейшов в київський «Сокіл», у складі якого виграв Чемпіонат України 2003—04.
В сезоні 2004—05 провів за «Сокіл» 37 матчів (закинув 6 шайб, набрав 14 очок) в Білоруській Екстралізі і виграв Чемпіонат України 2004—05. Наступного сезону зіграв за «Сокіл» в Екстралізі 57 матчів і закинув 23 та набрав 39 очок; виграв золоті нагороди Чемпіонату України 2005—06.
З сезону 2006—07 виступав за клуб Білоруської Екстраліги «Вітебськ», провівши 50 матчів (7 шайб, 22 очки). В сезоні 2007—08 зіграв за «Вітебськ» 50 матчів, в яких закинув 14 шайб і загалом набрав 29 очок. В сезоні 2008—09 провів в Екстралізі 51 матч, закинув 17 шайб і віддав 27 передач, набравши загалом 44 очки. В червні 2009 року перейшов в «Сокіл». Сезон 2009—10 розпочав в київській команді — зіграв 14  матчів закинув 1 шайбу і набрав 5 очок. Однак 11 листопада 2009 року Гніденко залишив «Сокіл» і повернувся у «Вітебськ».
Влітку 2010 року перейшов у «Металургс» (Лієпая). Надалі виступав за «Беркут» (Київ).

## Міжнародна кар'єра
У складі національної збірної України провів 85 матчів (12 голів, 11 передач); учасник кваліфікаційного турніру до зимових Олімпійських ігор 2010; учасник чемпіонатів світу 2003, 2004, 2005, 2007, 2009 (дивізіон I) і 2011 (дивізіон I). У складі молодіжної збірної України учасник чемпіонатів світу 1999 (група «B») і 2000.

## Досягнення
- Чемпіон СЄХЛ (2000, 2001)
- Чемпіон України (2000, 2001, 2002, 2004, 2005, 2006), бронзовий призер (2012).